# Kapstaden
Kapstaden (afrikaans Kaapstad; xhosa: iKapa; engelska: Cape Town) är Sydafrikas näst största storstadsområde (efter Johannesburg), med 4,8 miljoner invånare varav cirka en halv miljon bor i centralorten. Staden går även under smeknamnet moderstaden (afrikaans: moederstad engelska: mother city). Staden är belägen på Atlantkusten i den sydvästra delen av landet. Kapstaden är den administrativa huvudorten för Västra Kapprovinsen och ligger nära Godahoppsudden. Staden är den lagstiftande huvudstaden i landet, vilket innebär att parlamentet har sitt säte där, medan regering och president residerar i Pretoria och de juridiska institutionerna ligger i Bloemfontein. Kapstaden är vänort med Nice i Frankrike och Haifa i Israel.

## Geografi och klimat
Kapstadens centrum ligger på den norra delen av Kaphalvön. Taffelberget utgör en dramatisk bakgrund till stadskärnan, med sin höga platå som är mer än 1 000 meter hög. Platån är avslutningen av några nästan vertikala klippor, Devil's Peak och Lion's Head. Ibland bildas en tunn strimma av moln över berget som på grund av sitt utseende kallas tablecloth (engelska för "bordsduk"). Kaphalvön består av en bergsrygg som går söderut mot Atlanten och slutar vid Kapudden. Det finns över 70 toppar som är högre än 300 meter innanför Kapstadens officiella stadsgränser. Många av Kapstadens bostadsområden ligger på den stora slätten, kallad Cape Flats, som knyter ihop halvön med fastlandet.
|                                            | Jan | Feb | Mar | Apr | Maj | Jun | Jul | Aug | Sep | Okt | Nov | Dec |
| ------------------------------------------ | --- | --- | --- | --- | --- | --- | --- | --- | --- | --- | --- | --- |
| Normaldygnets maximitemperaturs medelvärde | 25  | 25  | 24  | 22  | 19  | 17  | 16  | 17  | 18  | 21  | 22  | 24  |
| Normaldygnets minimitemperaturs medelvärde | 17  | 17  | 15  | 13  | 11  | 8   | 8   | 8   | 10  | 12  | 14  | 16  |
|                                            |     |     |     |     |     |     |     |     |     |     |     |     |
| Nederbörd                                  | 8   | 2   | 6   | 43  | 88  | 71  | 93  | 81  | 56  | 13  | 24  | 19  |

| Diagram | temperaturer i °C • månadsnederbörd i mm | temperaturer i °C • månadsnederbörd i mm | temperaturer i °C • månadsnederbörd i mm | temperaturer i °C • månadsnederbörd i mm | temperaturer i °C • månadsnederbörd i mm | temperaturer i °C • månadsnederbörd i mm | temperaturer i °C • månadsnederbörd i mm | temperaturer i °C • månadsnederbörd i mm | temperaturer i °C • månadsnederbörd i mm | temperaturer i °C • månadsnederbörd i mm | temperaturer i °C • månadsnederbörd i mm | temperaturer i °C • månadsnederbörd i mm |
|         | 8 25 17                                  | 2 25 17                                  | 6 24 15                                  | 43 22 13                                 | 88 19 11                                 | 71 17 8                                  | 93 16 8                                  | 81 17 8                                  | 56 18 10                                 | 13 21 12                                 | 24 22 14                                 | 19 24 16                                 |

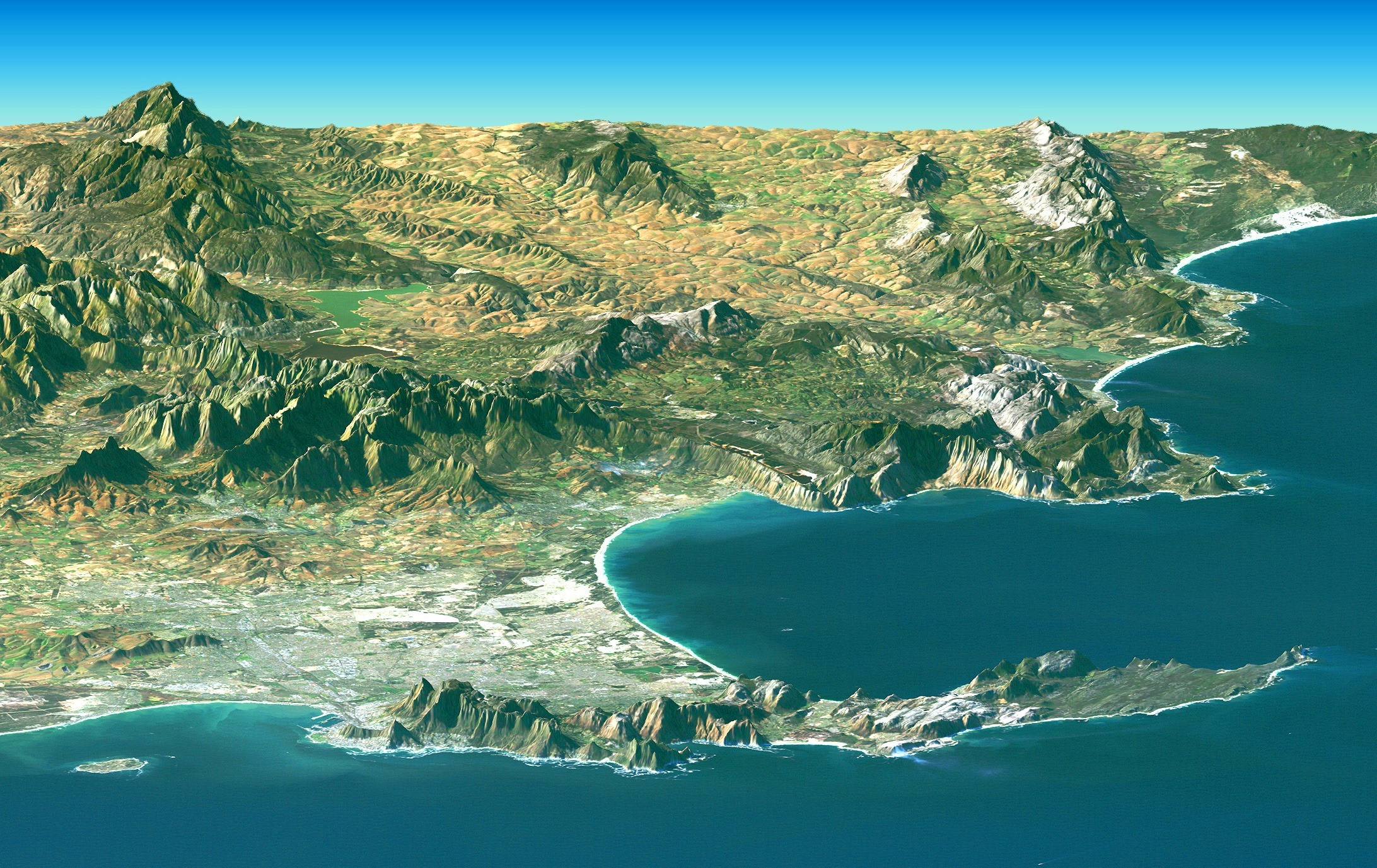
En satellitbild av Nasa över Kapstaden

Kapstaden har medelhavsklimat med tydliga årstider. På vintern, som varar från maj till augusti, kommer stora kallfronter in från Atlanten med tung nederbörd och starka nordvästliga vindar. Vintermånaderna är kyliga med en genomsnittstemperatur på 7 °C. Det mesta av stadens årliga nederbörd kommer på vintern, men på grund av den bergrika topografin kan nederbörden i områdena variera stort. Dalarna och kustslätterna får i genomsnitt 515 millimeter regn per år, medan bergen kan ha ett så högt genomsnitt som 1 500 mm per år. Sommaren som varar från november till februari, är varm och torr. Varma vindar från sydost sveper med jämna mellanrum in över halvön. Dessa vindar är lokalt kända som Cape Doctor, då de blåser bort föroreningar och rensar luften. De sydostliga vindarna skapas av högtryckssystem som ofta ligger över Atlanten sydväst om Kapstaden. Sommartemperaturerna är milda med en genomsnittstemperatur på 26 °C.

## Historia

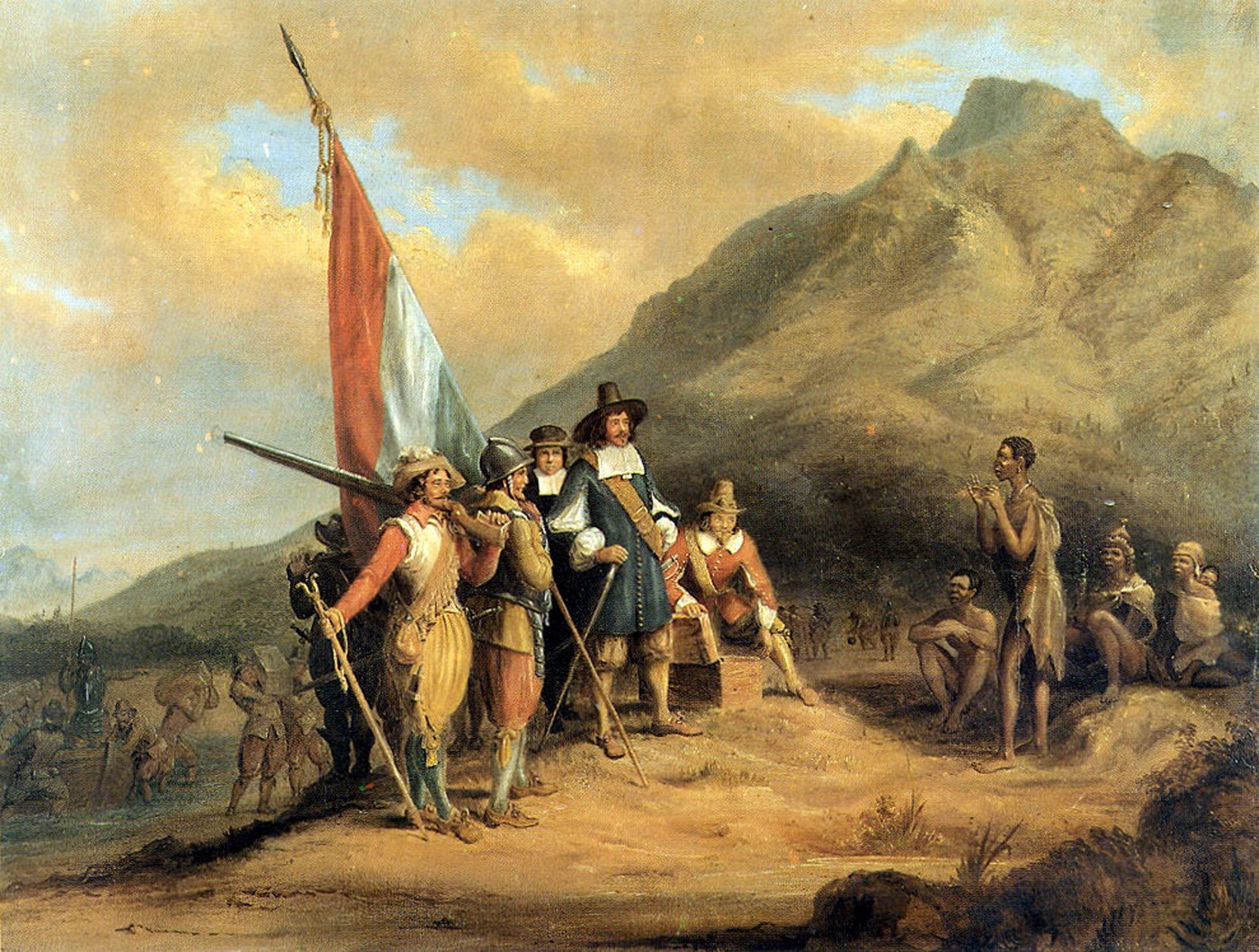
En målning som visar Jan van Riebeecks ankomst till Kapstaden

De första kända invånarna i Västkap-området anlände för omkring 100 000 år sedan, och de äldsta fynden från boplatser är omkring 12 000 år gamla. Områdets första invånare var khoisanfolk.
Området omnämns av den portugisiska upptäcktsresanden Bartolomeu Diaz år 1486. Vasco da Gama berättar om Godahoppsudden år 1497, men området hade inte någon direkt kontakt med européerna före 1652, då nederländaren Jan van Riebeeck och andra anställda vid det Nederländska Ostindiska Kompaniet (nederländska: Vereenigde Oostindische Compagnie) sändes till Kaphalvön för att etablera en spaningsstation för båtar på väg till Nederländska Ostindien. Staden växte sakta under denna period. Orsaken var att det var svårt att hitta arbetare, något som senare medförde import av slavar från Indonesien och Madagaskar. De ursprungliga invånarna i området, khoisan, av nederländare omnämnda som hottentotter, blev inom loppet av några få år underställda den nederländska kolonialmakten. Slavbefolkningen smälte efter en tid samman med ursprungsbefolkningen och europeiska kolonister till en ny underklass, så kallade Kapfärgade, som idag är den dominerande folkgruppen i Kapstaden.
Staden förblev under nederländsk kontroll fram till 1780-talet då Nederländerna gick med i den amerikanska revolutionen tillsammans med Frankrike mot Storbritannien. Resultatet av att nederländarna gick med i krigen blev att Frankrike invaderade Nederländerna år 1795. Vid denna tid hade Holländska Ostindiska Kompaniet förlorat nästan hela sitt inflytande i Kapstaden och var på väg mot konkurs. Då nederländarna förlorade mot fransmännen blev brittiska soldater flyttade till Kapstaden i en garnison för att förhindra en fransk invasion. Britterna lyckades skaffa kontroll över Kapstaden år 1795 under slaget vid Muizenberg. Kapstaden återlämnades till Nederländerna år 1803 efter ett fredsavtal. Kriget blossade upp igen tre år senare och varade till 1814 då britterna segrade. Resultatet av britternas seger blev att Kapstaden blev permanent inlemmad i det brittiska imperiet. Eftersom territoriet växte sig större under brittisk kontroll blev Kapstaden huvudstaden i den nybildade Kapkolonin.
Fynd av guld och diamanter vid Witwatersrand nära dagens Johannesburg medförde en massiv guldrush och Johannesburg växte snabbt och landet fylldes av immigranter. Spänningen steg mellan de boer som hade deltagit i Die Groote Trek ("den stora utvandringen") och sedan etablerat republiker i landets centrala områden, och de nya immigranterna kända som uitlanders, "utlänningar" (det vill säga icke-nederländare), samt den brittiska kolonistyresmakten. Konflikten resulterade i två boerkrig. Efter att britterna vunnit båda krigen förenade de Kapkolonin med Sydafrikanska republiken, Natal och Oranjefristaten och bildade Sydafrikanska unionen som upprättades år 1910 med Kapstaden som sin laggivande huvudstad.
År 1948 kom Nationalistpartiet till makten genom vallöften om segregering som senare blev synonymt med afrikaansordet apartheid. En konsekvens av gruppområdeslagen, som klassificerade alla områden i landet och staden efter raser, blev att tidigare mångkulturella områden antingen blev rensade på olagliga invånare eller revs. Det mest kända exemplet på detta i Kapstaden är District Six (sjätte distriktet) som revs år 1965, vilket ledde till tvångsflyttningen av över 60 000 invånare efter att det blev erkänt som en endast för vita-region. Många av dessa invånare blev flyttade till Cape Flats.
Kapstaden var hemstad för många ledare för motståndet mot apartheid och som satt fängslade på Robben Island, en fängelseö belägen 10 kilometer från staden. Här satt många kända politiker fängslade i flera år. I ett av de mest kända ögonblick som markerade slutet på apartheid, höll Nelson Mandela sitt första offentliga tal på flera decennier (den 11 februari 1990) från balkongen på Kapstadens stadshus några timmar efter att han släppts ur fängelset. Hans tal proklamerade början på en ny epok i landet och det första demokratiska valet hölls fyra år senare, 27 april 1994. Staden har sedan det året kämpat mot stora problem som HIV/Aids, tuberkulos och en omfattande narkotikarelaterad kriminalitet och stadens mordstatistik är en av världens högsta. Samtidigt har ekonomin blomstrat bland annat på grund av turistexplosionen och egendomsmarknaden.
Ökande invandring, särskilt av xhosa från Östkap, har under de senaste åren gjort att invånarantalet har stigit kraftigt och ändrat den etniska sammansättningen i staden. Idag har 41% av befolkningen afrikaans, 29% xhosa och 28% engelska som modersmål.

## Administration

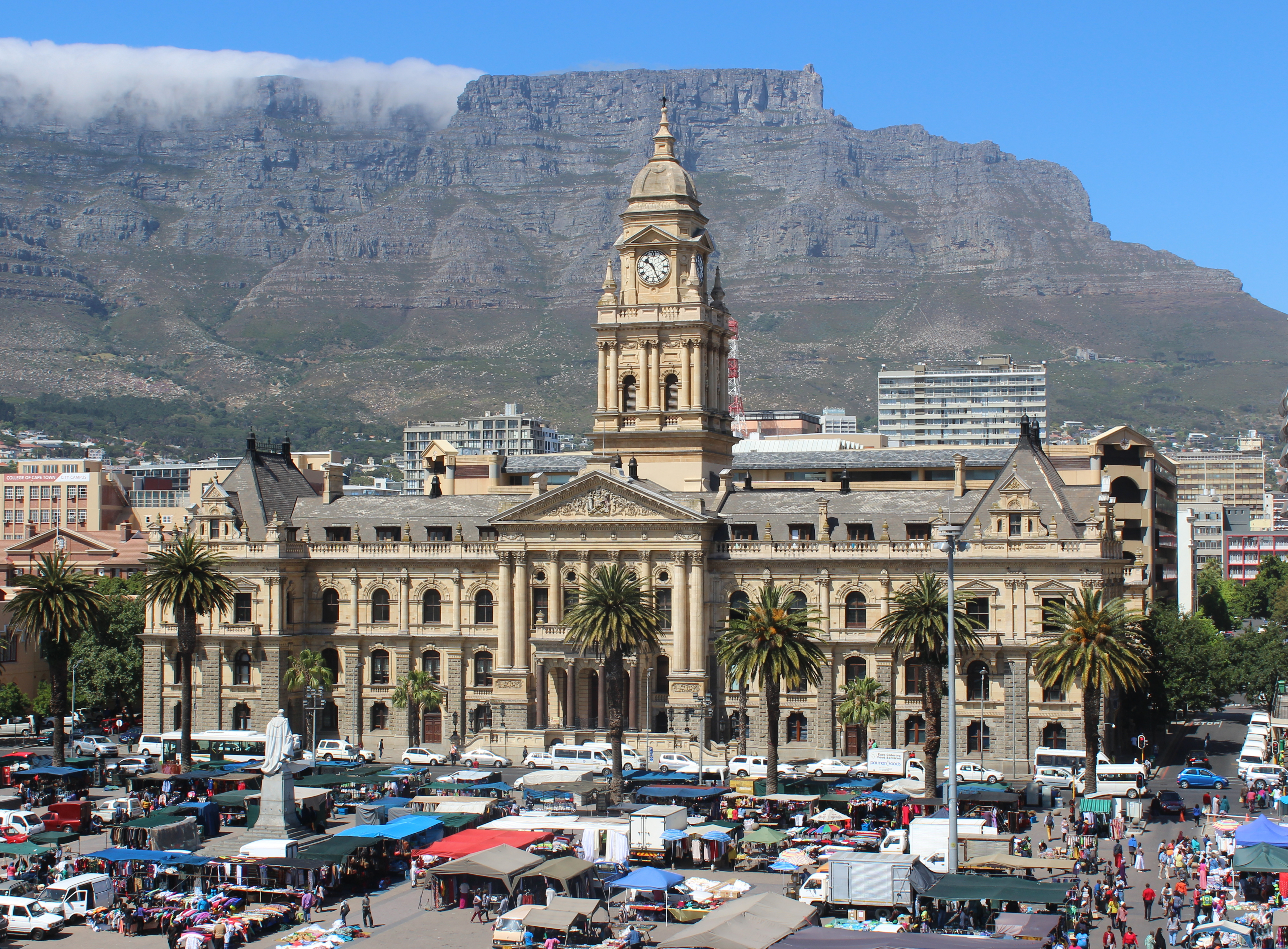
Kapstadens stadshus

Kapstadens lokala styresmakt är City of Cape Town som är en av landets sex storstadskommuner (Metropolitan Municipality). Kapstaden styrs av ett stadsråd med 210 medlemmar. Detta stadsråd har ett 28 medlemmar stort verkställande råd. Det utövande rådet leds av en verkställande borgmästare och en stadsledare. Staden är indelad i 105 valkretsar. Varje valkrets väljer en medlem direkt till stadsrådet, medan de andra 105 representanterna väljs genom ett system med partilistor. Borgmästaren utses av stadsrådet.
Den nuvarande borgmästaren är Dan Plato från Democratic Alliance. I lokalvalen år 2006 var Democratic Alliance det största partiet med 90 av de 210 platserna i rådet, och African National Congress med 81 platser var näst störst. Ett efterföljande fyllnadsval har ökat DA:s representanter till 91 personer.
Innan Kapstadens lokala styresmakt samlades till en så kallad unicity var den indelad i sex regionala administrationsenheter. Många av unicitys funktioner är mestadels uppdelade enligt mönstret i den gamla administrationen. Administrationsenheterna består av Kapstaden, som har regionerna City Bowl, bredden mot Atlanten, södra Pinelands, Langa och Mitchell's Plain. South Peninsula inkluderar Hout Bay, Wynberg, Constantia, Fish Hoek, Kommetjie, Noordhoek och Simon's Town. Blaauwbergregionen inkluderar Milnerton, Tableview och Bloubergstrand. Tygerberg består av Durbanville, Bellville och Khayelitsha. Oostenberg inkluderar Kraiifontein, Brackenfell, Kuilsrivier, Blue Downs och Eerste Rivier. Den sista administrationen, Helderberg, inkluderar Somerset West, Strand och Gordon's Bay.

## Turism

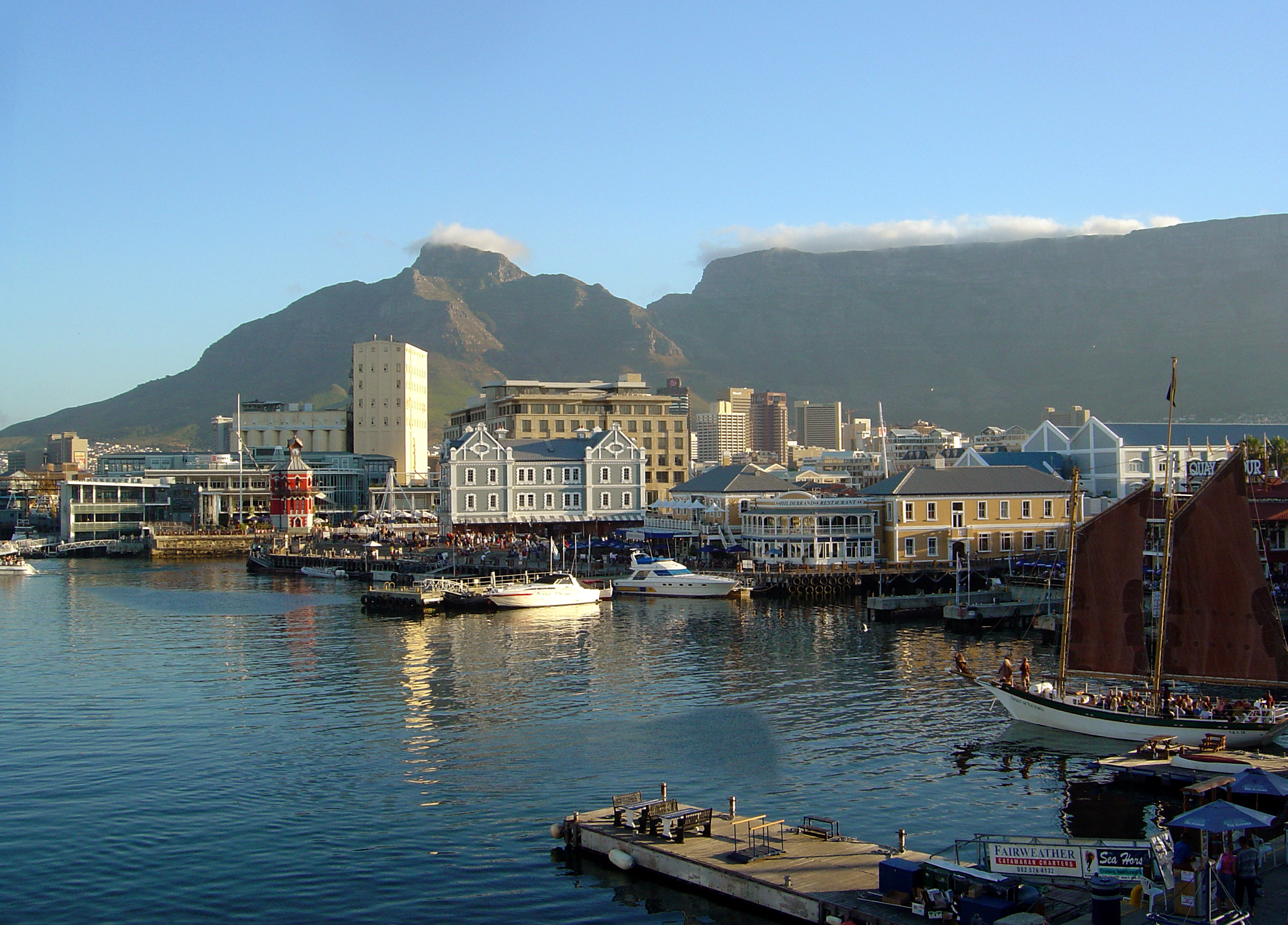
Victoria & Alfred Waterfront

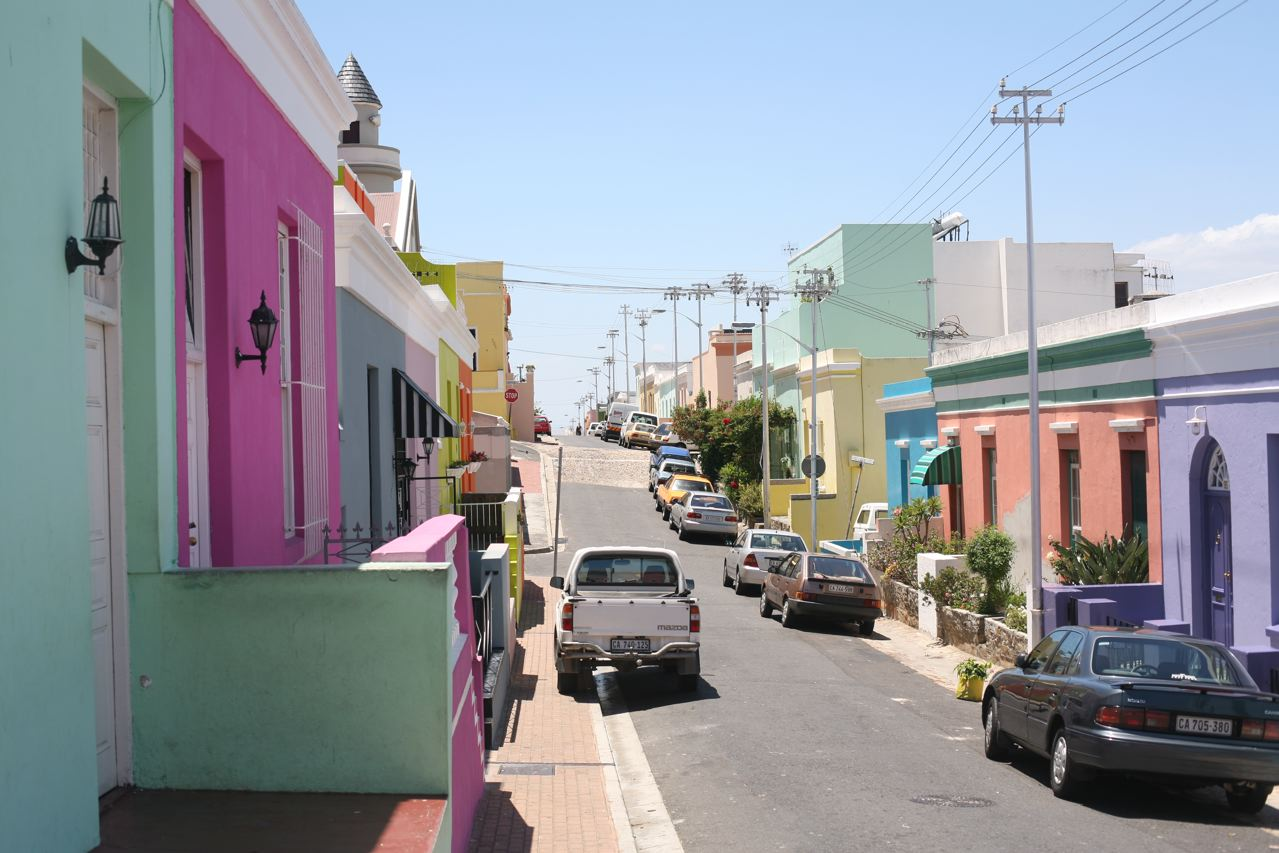
Kapstadens Bo-Kaapområde är välbesökt av turister

Kapstaden är ett av de mest populära turistområdena i Sydafrika tack vare sitt goda klimat, naturliga miljö och välutvecklade infrastruktur. Taffelberget kan bestigas antingen genom att vandra upp eller att ta en kabinbana. Kapudden klassas som den mera dramatiska spetsen av Kaphalvön än den närliggande Godahoppsudden. 
Många turister besöker också Kapstadens stränder som är populära även bland lokalbefolkningen. Tack vare stadens unika geografi är det möjligt att besöka flera olika stränder varje dag, med skilda miljöer och atmosfärer. Stränder som ligger längs Atlanten har en tendens till att bli ganska kalla då vattnet huvudsakligen är smältvatten från glaciärer i Antarktis. Vattnet vid False Bay-stränderna är ofta upp till 10 °C varmare. Båda kusterna är lika populära, även om stränderna i välmående Clifton och andra platser på Atlantkusten är mer utvecklade med restauranger och kaféer. Den mest berömda stranden i Kapstaden, Boulders Beach, är känd för sin koloni av glasögonpingviner. Surfning är också populärt och staden håller surfningstävlingen Red Bull Big Wave Africa varje år.
Staden har också andra kulturella attraktioner. Victoria & Alfred Waterfront, byggd bland de gamla kajerna i Kapstadens hamn är idag en av stadens mest populära handelsområden med flera hundra butiker och Two Oceans Aquarium. Från Nelson Mandela Port går färjor över till Robben Island. Det är möjligt att ta färjan från Victoria & Alfred till Hout Bay, Simon's Town och kolonier med sydafrikanska pälssälar på Seal och Duikeröarna. Flera företag finns på Cape Flats, ett område som huvudsakligen bebos av färgade, och Khayelitsha, en svart stadsdel.
Kapstaden är också känd för sitt arkitektoniska arv med den högsta tätheten av kapnederländsk byggnadsstil i världen. Stilen, som kombinerar de arkitektoniska traditionerna i Frankrike, Nederländerna och Tyskland, är mest synligt i Constantia, men också bland de gamla administrationsbyggnaderna i de centrala delarna av staden och längs Long Street. Den årliga Coon Carnival, också känd på sitt namn på afrikaans, Kaapse Klopse, är en stor festival som firas 2 januari. Artscape Theatre Centre är huvudområdet för utövande konst i Kapstaden.
Kapstadens transportsystem förbinder staden till resten av Sydafrika. Från hamnen går båtar till andra delar av landet. Cape Winelands och särskilt städerna Stellenbosch, Paarl och Franschhoek är populära dagsturer från staden med sightseeing och vinprovning. En populär aktivitet bland turister är att se valar. Staden Hermanus, en bit från Kapstaden, är känd för sin valfestival, men valar kan också ses i False Bay. Också delfiner finns i området och kan ses från kusten norr om Kapstaden.

## Ekonomi
Kapstaden är det ekonomiska centret för Västra Kapprovinsen och fungerar som det regionala förädlingscentret. Den är också den primära hamnen och flygplatsen i Västra Kapprovinsen. Stadens administrativa situation, både som huvudstad i Västra Kapprovinsen och sätet i nationalförsamlingen, har medfört ökade intäkter och tillväxt i de industrier som betjänar den verkställande makten. I Kapstaden hålls många konferenser, särskilt i det nya Cape Town International Convention Centre som öppnade i juni 2003. Staden har nyligen upplevt en explosiv tillväxt inom fastighets- och byggsektorn, då många köper sommarhus i staden eller flyttar dit permanent. De centrala förrättningsdistrikten är under omfattande urbana förnyelseprogram där nya byggnader och renoveringar görs under rådgivning från Cape Town Partnership.
Andelen medborgare som vidareutbildar sig och stadens väletablerade högre utbildningsstruktur har gjort att Kapstaden lockat till sig en hel del utländska investerare.
Västra Kapprovinsen står för en fjärdedel av den sydafrikanska lantbrukssektorns totalintäkter och mer än hälften av Sydafrikas export. Mycket av frukten och grönsakerna fraktas genom Kapstadens hamn eller Kapstadens internationella flygplats. De flesta betydande företagen har kontor och produktionslokaler i Kapstaden. Provinsen är också energicentrum i Sydafrika. Koeberg kärnkraftverk producerar energi för majoriteten av Kapstadens behov. Nyligen har forskare hittat olja och naturgas utanför staden i Atlanten.
Västra Kapprovinsen är en viktig turistregion för Sydafrika. Turismindustrin står för 9,8 % av BNP:n i provinsen och sysselsätter 9,6 % av provinsens arbetsstyrka. År 2004 besökte 1,5 miljoner internationella turister området.

## Media

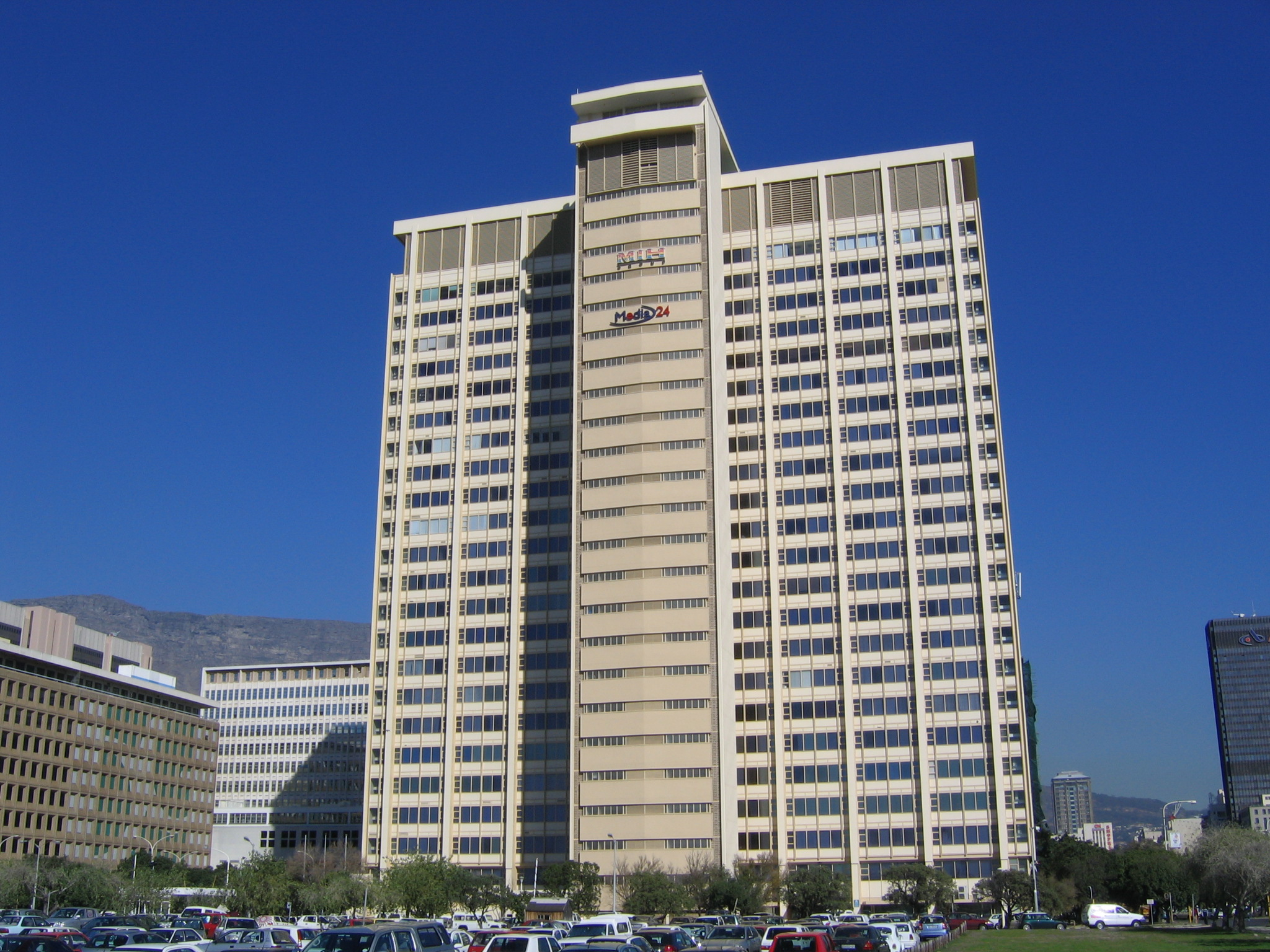
Naspersbyggnaden som har rum för många olika mediabolag i Kapstaden

Flera tidningar, tidskrifter och tryckerier har sina kontor i staden. Independent News & Media ger ut de största engelskspråkiga tidningarna i staden, Cape Argus och Cape Times. Naspers, det största medieföretaget i Sydafrika, ger ut Die Burger, den största tidningen på afrikaans.
Kapstaden är ett centrum för radiomedia och har flera radiostationer som bara sänder inom staden. Good Hope FM och KFM spelar för det mesta populärmusik. Voice of the Cape och Cape Talk är de största diskussionsstationerna i staden.

## Sport
Kapstadens mest populära sporter är cricket, fotboll, simning och rugby. Stormers representerar Western Province och Boland i den södra delen av Super 14 rugbytävling. Kapstaden är hemmaarena för Western Province rugby som spelar på Newlands stadion och deltar i Currie Cup.
Fotboll, som i Sydafrika bättre är känt som soccer, är populärt. Två fotbollsklubbar från Kapstaden spelar i Premier Soccer League (PSL), Sydafrikas översta division. Dessa lagen är Ajax Cape Town som grundades 1999 efter att lagen Seven Stars och Cape Town Spurs blev sammanslagna, och Santos. På Kapstadens nybyggda stadium spelades flera matcher under fotbolls-VM 2010 som arrangerades i Sydafrika.
I cricket representerar Cape Cobras staden på Newlands Cricket Ground. Laget grundades efter sammanslagningen av lagen Western Province Cricket och Boland Cricket. De deltar i Supersport och Standard Bank Cup Series.

## Demografi
Vid folkräkningen 2001 hade Kapstaden 2 892 243 invånare. Det var 759 767 formella hushåll där 87,4 % hade vattenklosett eller kemisk toalett och 94,4 % hade sophämtning av kommunen minst en gång i veckan. 80,1 % av hushållen använde elektricitet som huvudsaklig energikälla. 16,1 % av hushållen bestod endast av en person. 99,4 % av storstadskommunens hushåll hade år 2007 direkt eller nära tillgång till vatten via vattenledningar, varav 80,5 % via ledningar direkt in till bostaden och resterande 18,9 % via ledningar till gården eller annan plats inom nära avstånd.
Färgade utgjorde 42,3 % av storstadsområdets befolkning vid folkräkningen 2011, följt av svarta afrikaner med 38,6 %, vita 15,7 %, asiater 1,4 % och övriga 1,9 %. 46,6 % av befolkningen är under 24 år, medan 5 % är över 65 år. Genomsnittsåldern är 26 år, och för varje 100 kvinnor, är det 92,4 män. 19,4 % av stadens invånare är arbetslösa. 58,3 % av dessa är svarta, 38,1 % är färgade, 3,1 % är vita och 0,5 % är asiater.
35,7 % av invånarna talade afrikaans vid folkräkningen 2011, 29,8 % xhosa, 28,4 % engelska, och resterande talade bland annat zulu, setswana m.fl. 76,6 % av befolkningen är kristna, 10,7 % har ingen religiös tillhörighet, 9,7 % är muslimer, 0,5 % är judar och 0,2 % är hinduer. 2,3 % har annan eller okänd tro.
4,2 % av invånarna på 20 år eller äldre har inte fått utbildning, 11,8 % har fått grundskoleutbildning. 7,1 % har endast gått i grundskola medan 38,9 % har någon form av vidareutbildning. 25,4 % har genomgått vidareutbildning i högre skolor och 12,6 % har en examen utöver detta. Totalt har 38,0 % av invånarna fullgjort motsvarande gymnasieskola. Medelinkomsten för vuxna i åldern 15–65 år är på 25 774 ZAR. Män har en medelinkomst på 28 406 ZAR och kvinnor har 22 265 ZAR.

## Transport

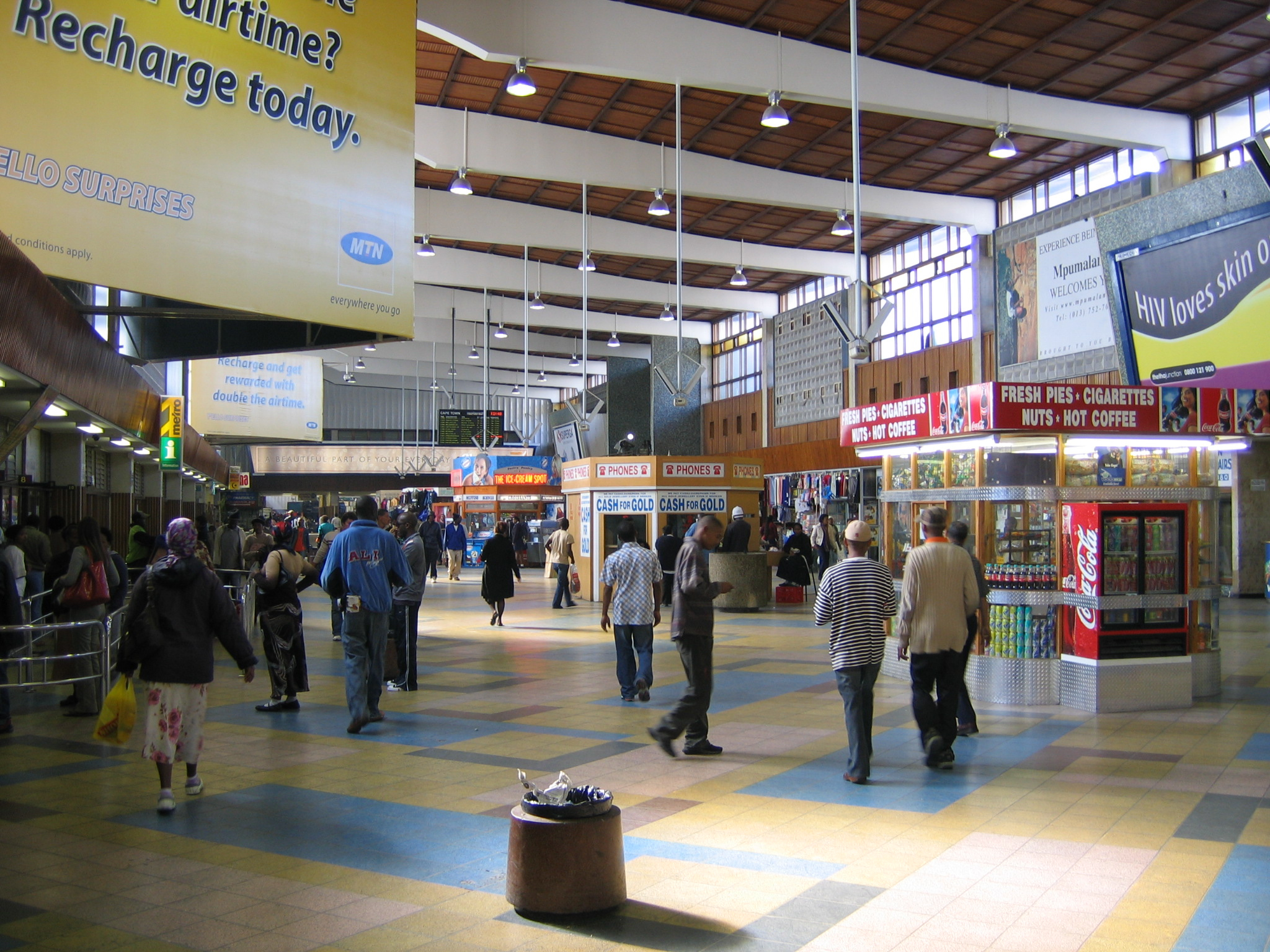
Kapstadens järnvägsstation

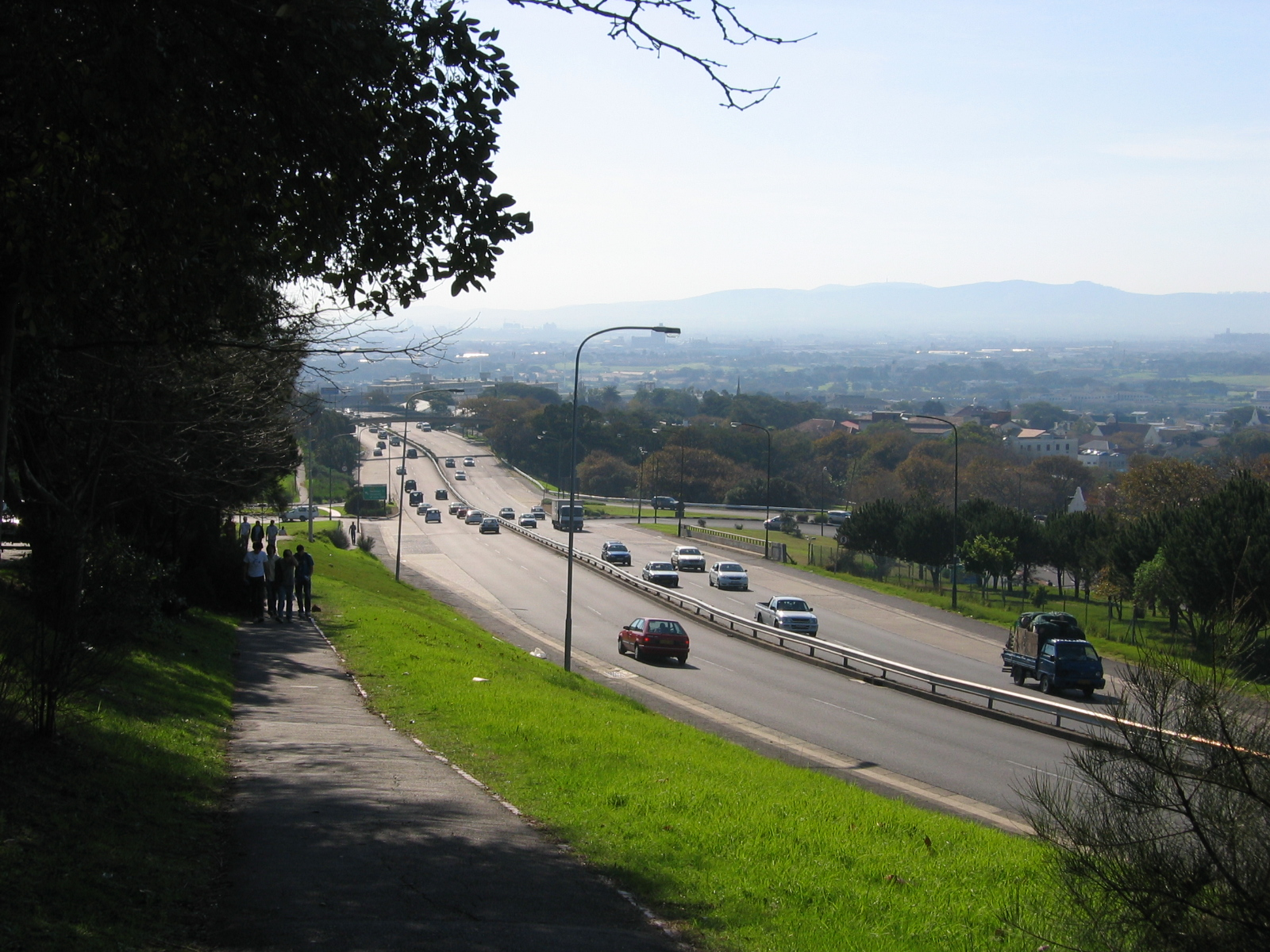
Motorvägen M3 som passerar University of Cape Town

### Luftfart
Från Kapstadens internationella flygplats går både nationella och internationella flygningar. Det är den näst största flygplatsen i Sydafrika och fungerar som en betydande ingångsport för resande till Kapstadsregionen. Kapstaden har direktflygningar till de flesta städer i Sydafrika, samt flera internationella resmål.
Kapstadens flygplats byggdes ut för att öka kapaciteten i lufttrafiken inför fotbolls-VM år 2010. Renoveringarna inkluderade nya parkeringsanläggningar, en uppgraderad inrikesterminal och en ny internationell terminal. Flygplatsens godsfaciliteter blev också utvidgade och flera stora obebyggda tomter blev omvandlade till kontor och hotell.

### Sjöfart

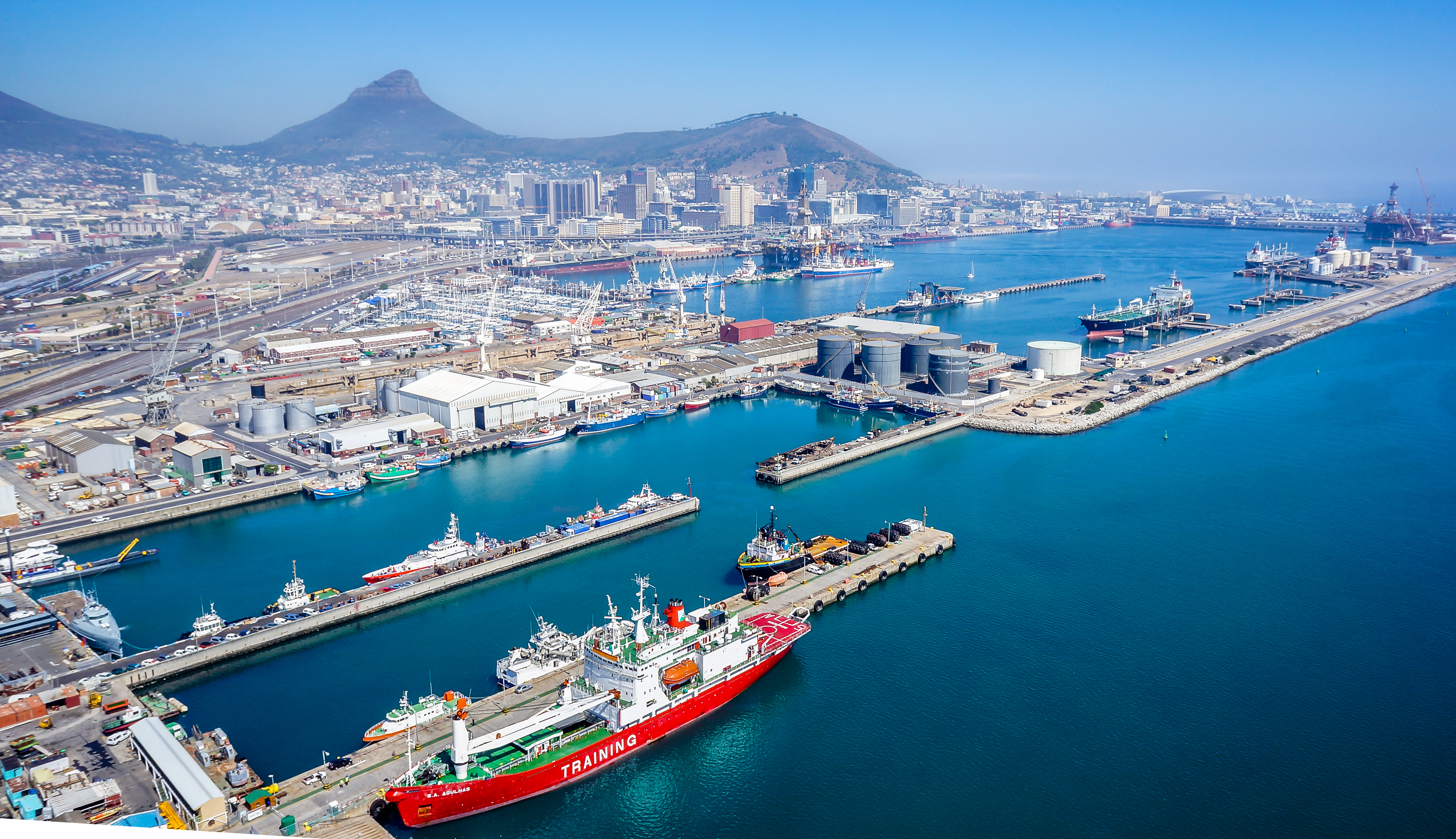
Kapstadens hamn.

Kapstaden har en lång tradition som hamnstad. Stadens huvudhamn ligger vid Taffelbukten i den norra delen. Hamnen är en mellanstation för skepp i södra Atlanten. Hamnen i Kapstaden är också en containerhamn, och det är bara Durban som är större i Sydafrika. År 2016 anlöptes den av 2 322 fartyg med totalt 16,7 miljoner ton last fördelat på 4,2 miljoner ton bulkgods och 926 611 TEU containrar.
Simon's Town Harbour vid False Bay på Kaphalvön är huvudbasen för Sydafrikas flotta.

### Järnväg
Shosholoza Meyl är Spoornets passagerartrafik och kör två långdistansresemål från Kapstaden, en daglig avgång till Johannesburg via Kimberley och en från Durban via Kimberley, Bloemfontein och Pietermaritzburg. Dessa tåg har sin ändstation på Cape Town Railway Station och gör ett kort stopp i Bellville. Kapstaden är också ändstationen på den lyxiga turistorienten Blue Train.
Metrorail driver pendeltåg i Kapstaden och dess storstadsområde. Företaget kör även pendeltåg i andra regioner där Kapstadens nät består av 96 stationer.

### Taxi
Kapstaden har två typer av taxi: Vanlig taxi med taxameter, och minibussar. Olikt många andra städer har inte taxibilarna rätt att åka runt i staden för att skaffa sig kunder, utan de måste förbeställas för att komma till en speciell plats.

### Bussar
Minibussarna är vanliga i Kapstaden då flertalet i befolkningen inte har råd att ha egna fordon. Många av dessa är ofta gamla och i dåligt skick. Dessa minibussar gör uppehåll och plockar upp passagerare, något som orsakar olyckor då bilförare bakom inte hinner stanna. Med det höga behovet av transport bland arbetarklassen i Sydafrika är minibussarna ofta fyllda med passagerare, något som orsakar en hög andel personskador när minibussar är involverade i olyckor.

## Universitet

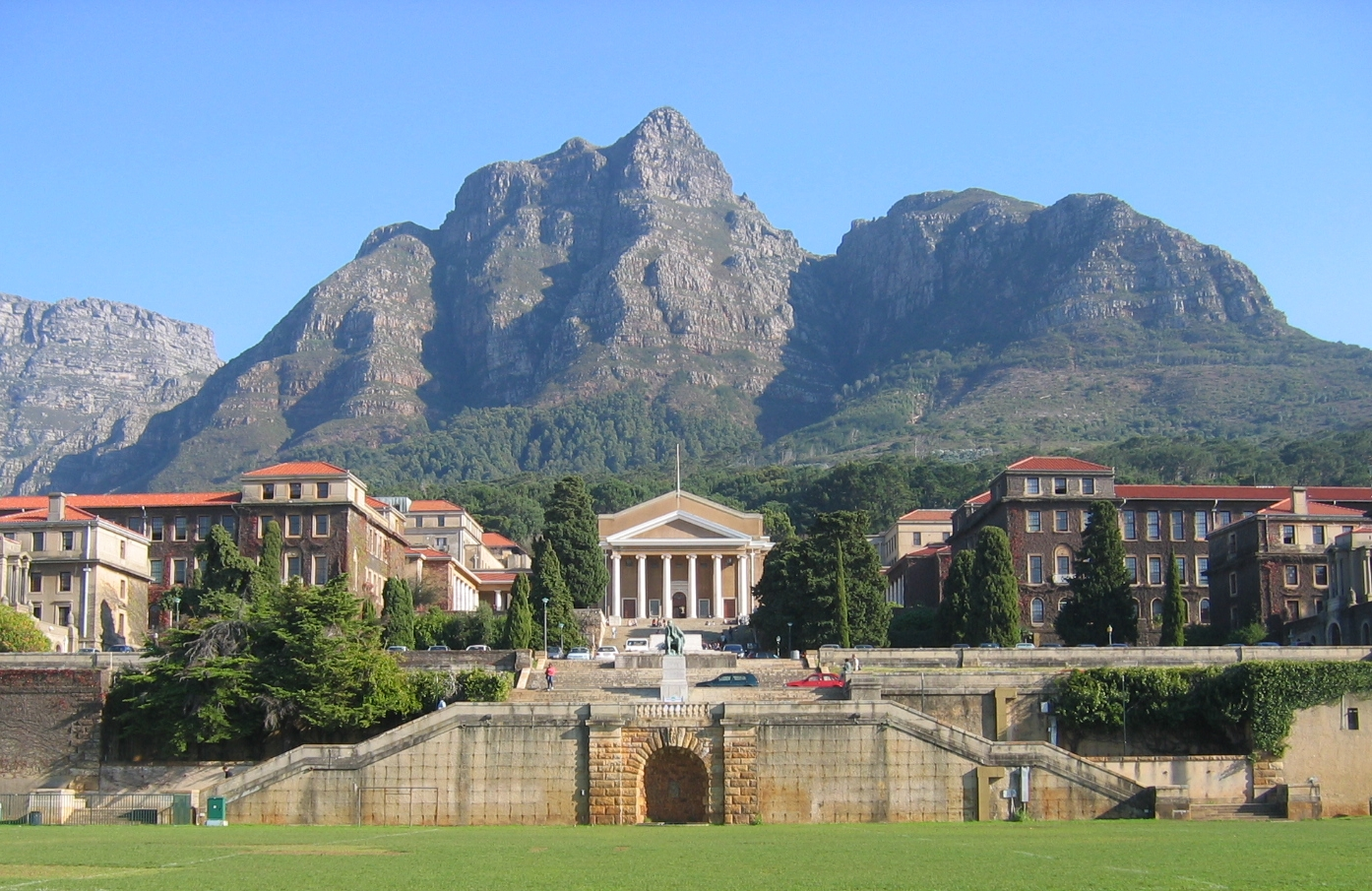
University of Cape Towns huvudområde med Table Mountain National Park i bakgrunden

Kapstaden har ett välutvecklat utbildningssystem med högre utbildningsmöjligheter genom offentliga universitet. Kapstaden har två offentliga universitet, University of Cape Town (UCT) och University of the Western Cape (UWC). Universiteit van Stellenbosch ligger 50 kilometer från City Bowl och har avdelningar vid Tygerbergs hälsofakultet och i Bellevilles företagspark närmare staden.
Både University of Cape Town och Universiteit van Stellenbosch är ledande universitet i Sydafrika. Detta huvudsakligen tack vare betydligt bättre finansiering av både den offentliga och privata sektorn. Sedan African National Congress kom till regeringsmakten har några omstruktureringar av universiteten i Västra Kapprovinsen gjorts, traditionellt icke-vita universitet har fått ökad finansiering, något som University of the Western Cape dragit nytta av.
Det offentliga Cape Peninsula University of Technology upprättades 1 januari 2005 då två separata institutioner, Cape Technikon och Peninsula Technikon, slogs samman. Det nya universitetet erbjuder utbildning huvudsakligen på engelska, även om man kan ta en kurs på alla Sydafrikas officiella språk. Institutionen delar vanligtvis ut National Diploma.

## Vänorter
- Aachen, Tyskland[13]
- Buenos Aires, Argentina
- Galveston, USA
- Haifa, Israel
- London, Storbritannien
- Nice, Frankrike
- Sankt Petersburg, Ryssland[14]
- San Francisco, USA
- Tunis, Tunisien